# Цифровая экономика
Цифровая экономика (веб-, интернет-эконо́мика, электро́нная эконо́мика) — экономическая деятельность, осуществляемая с помощью электронных сетей (цифровых телекоммуникаций), связанная с электронным бизнесом и электронной коммерцией, и производимых и сбываемых ими цифровыми товарами и услугами. Расчёты за услуги и товары цифровой экономики производятся зачастую цифровой валютой (электронными деньгами).

## Концепция
Концепция цифровой экономики появилась в последнем десятилетии XX века. В 1995 году Николас Негропонте использовал метафору о переходе от обработки атомов к обработке битов, отмечая о недостатке классических товаров в «физическом» воплощении (вес, сырьё, транспорт) и преимуществах новой экономики (отсутствие веса товаров, виртуальность, почти не нужное сырьё, мгновенное глобальное перемещение).

## Масштабы
Оценка размеров цифровой экономики связана с множеством трудностей и вызывает много споров. Некоторые авторы делят цифровую экономику на «прямую» (чистый онлайн-бизнес) и «косвенную» (цифровая деятельность смешанных предприятий). В исследовании за 2012 год компания Boston Consulting Group оценила размер «интернет-экономики» в $2,3 трлн для G20 — стран «Большой двадцатки», около 4,1 % их ВВП. В докладе Oxford Economics общий размер цифровой экономики в 2013 году оценивался в $20,4 млрд, что составляет примерно 13,8 % мировых продаж.
Интернет-экономика Великобритании, крупнейшей в G20, в 2012 году составила около 8,3 % по отношению к объёму ВВП, в 2016 году — 12 %. Цифровая экономика России сильно отстаёт от США, Китая, Европы и Японии. Если на долю России в 2018 г. в мировом ВВП приходилось 1,8 %, то в мировой производительности суперкомпьютеров составила лишь 0,32 %.
Анализ направлений цифрового развития экономики России за 10 лет выявили положительные тренды общества, в том числе, влияющие на «цифровое неравенство» в субъектах РФ.

### Воздействие
Рост цифровой экономики влияет на всю экономику. Делаются попытки оценить периоды воздействия этой сферы на традиционные секторы экономики. Например, Boston Consulting Group говорит о «четырёх волнах перемен, захлестнувших потребительские товары и розничную торговлю».
Конкуренция во всех сферах будет расти и становиться всё более глобальной в результате распространения цифровой экономики.

### Социальные последствия
1. Предоставленная цифровым пространством возможность любому человеку в любой точке земного шара найти и купить любой товар стирает границы территорий, нивелирует национальную самобытность, размывает все возможные барьеры, так или иначе противопоставляющие одних людей другим, в чём бы это ни выражалось — будь то языковые, религиозные, расовые разграничения, предубеждения или неприязнь между народами.
2. Можно предположить, что поколение-next перестанет рассматривать покупку как необходимость перемещения куда-либо в реальном пространстве. Опустение торговых центров, сокращение количества горожан, спешащих на рынки и в магазины, а также снижение нагрузки на транспортную инфраструктуру — важные последствия киберторговли, которые влекут за собой изменение городской среды[15].

## Цифровая экономика и электронное правительство
С ростом населения планеты и мобилизации ресурсов, электронная экономика не ограничивается бизнесом электронной торговли и сервисов, а затрагивает каждый аспект жизни: здравоохранение, образование, интернет-банкинг и так далее.
Учитывая массовый перенос документов и коммуникаций на цифровые носители (в России для электронного документооборота принят стандарт электронной подписи), логичным выглядит перенос общения с государством на электронную платформу. Электронное государство и Электронное правительство будут создавать значительную долю электронных сервисов и продуктов своим гражданам.
Правительства предпринимают меры для обеспечения граждан скоростными цифровыми коммуникациями, например, Австралийская национальная широкополосная сеть (англ. National Broadband Network) должна предоставить скорость 1 Гбит/с для 93 % населения Австралии в возрасте старше десяти лет.
28 июля 2017 года правительством Российской Федерации была принята программа Цифровой Экономики. Эстония, Белоруссия и Украина активно развивают цифровую экономику.
Для анализа развития экономики отдельных стран применяется так называемый индекс I-DESI.

## Критика

### Подъём нематериального капитализма
Цифровая экономика также квалифицируется как «нематериальный капитализм», который способствует неравенству и социальному разделению. В 2017 году Хаскель и Уэстлейк опубликовали книгу «капитализм без капитала», в которой высказываются опасения по поводу неспособности политиков адаптироваться от перехода традиционной экономики к новой экономике, основанной на нематериальных активах. Начиная с середины 2000-х годов, компании инвестируют больше в «нематериальные активы», такие как брендинг, дизайн и технологии, чем в машины, оборудование или недвижимость.
Такие компании, как Uber, не владеют автомобилями, они владеют программным обеспечением и данными. Кофейни и тренажерные залы полагаются на брендинг, чтобы помочь им выделиться из толпы. Фармацевтические компании имеют огромные бюджеты на маркетинг, а также исследования и разработки.
В отличие от традиционного производства, где предельные издержки производства снижаются после первой произведенной единицы, что не относится к программному обеспечению. Как только первая единица произведена, такая как данные, страховка, электронные книги, даже фильмы, остальная часть производства практически бесплатна. Поскольку доля мировой экономики, которая не соответствует старой модели, продолжает увеличиваться, это имеет последствия для широкого спектра стратегий.
Нематериальность активов может увеличить разрыв между малыми и средними предприятиями (МСП) и транснациональными корпорациями (ТНК). С одной стороны, нынешняя банковская система борется за оценку и контроль нематериальных активов. В старые времена, когда компания обанкротилась, банки могли вернуть свои деньги, продав физические активы, такие как здания, машины и т. д. Тем не менее, если нематериальные активы падают, эти активы не могут быть легко проданы, поскольку стоимость компании падает. В результате МСП в большей степени зависят от венчурного капитала, который отличается от банковского финансирования. Более легкий доступ к ресурсам позволяет ТНК извлекать выгоду из синергии нематериальных активов. Например, при создании iPod компания Apple объединила технологию MP3 с лицензионными соглашениями, лейблами звукозаписи и экспертизой дизайна, чтобы получить выигрышный продукт. Эта способность комбинировать технологии и затем масштабироваться помогает этим компаниям усилить свое доминирующее положение на рынке.

### Эксплуатация рабочей силы

#### Расширение глобальных цепочек создания стоимости
Цифровая экономика ускорила распространение глобальных производственно-сбытовых цепочек, в которых транснациональные корпорации (ТНК) интегрируют свои операции по всему миру. Эти достижения вкупе с либерализацией торговой политики и снижением транспортных издержек, расширили возможности предприятий во всех секторах использовать преимущества глобальных производственно-сбытовых цепочек, в которых производственные процессы могут быть географически распределены по всему миру, чтобы воспользоваться особенностями местных рынков. Фирмам легче осуществлять свою деятельность там, где есть низкая заработная плата, и координировать свою деятельность из стран с высокой заработной платой.

#### В обход трудового законодательства
Рост числа онлайн-платформ вызывает озабоченность с точки зрения юридических вопросов социального обеспечения и трудового права. После финансового кризиса 2007—2008 годов наблюдается рост «уберизации» работы. Как и в компании, которая дает свое название этому явлению, работники определяются как «независимые работники» (с временными, внешними, автономными контрактами), которые бросают вызов применению закона о труде и охране труда. В результате онлайн-платформы способствуют гибкости рабочих мест и более высокой волатильности рынка труда, чем традиционные компании. Компании «Gig economy», такие как Deliveroo и Uber, нанимают водителей, которые являются самозанятыми и подписывают контракт с цифровой платформой, в то время как способ их работы очень похож на обычный устав сотрудников. Тем не менее, впервые в марте 2020 года Высший суд Франции (Кассационный суд) признал, что водитель Uber не может квалифицироваться как «самозанятый» подрядчик, потому что он не может построить свою клиентуру или установить свои цены, устанавливая отношения подчиненного компании.

#### Усиление глобальной конкуренции за человеческие ресурсы
Цифровые платформы полагаются на «глубокое обучение» для расширения возможностей своего алгоритма. Индустрия маркировки контента, работающая на человека, постоянно растет, поскольку компании стремятся использовать данные для обучения искусственного интеллекта. Эта практика вызвала озабоченность в связи с низкими доходами и проблемами, связанными со здоровьем этих независимых работников. Например, цифровые компании, такие как Facebook или YouTube, используют «content monitor» — подрядчиков, которые работают в качестве внешних мониторов, нанятых субподрядчиком профессиональной сервисной компании, — для мониторинга социальных сетей, чтобы удалить любой неподходящий контент. Таким образом, работа состоит из наблюдения и прослушивания тревожных сообщений, которые могут быть насильственными или сексуальными. В январе 2020 года через свое субподрядное общество услуг Facebook и YouTube попросили «модераторов контента» подписать раскрытие информации о ПТСР (посттравматическом стрессовом расстройстве) после предполагаемых случаев психических расстройств, наблюдаемых у работников.